# Australian Ballet
The Australian Ballet er et australsk balletkompagni i Melbourne i Australien. Kompagniet blev oprettet i 1962 og er det største klassiske balletkompagni i Australien. Det har en tilknyttet balletskole i the Australian Ballet School.

## Eksterne links
- Australian Ballets officielle hjemmeside

| Kunst og kultur | Spire Denne artikel om scenekunst og teater er en spire som bør udbygges. Du er velkommen til at hjælpe Wikipedia ved at udvide den. |